# ゲームソフト
ゲームソフトは、コンピュータゲームのためのソフトウェア（コンピュータ・プログラム）である。
ゲーム機（ゲーム専用機）用も、汎用のパーソナルコンピュータ用もある。さらに言うとメインフレーム上などで動くゲームソフトもある。最近ではスマートフォンやタブレット用のものもあり、それらはゲーム・アプリと呼ばれる。
多くはシステムソフトウェア（オペレーティングシステム）の管理下で動作するアプリケーションソフトウェアとして動作するが、それ以外の実装方法もある。

## 歴史
1950年代や1960年代、つまりコンピュータと言っても実質的にはメインフレームやミニコンピュータくらいしかなく、まだパーソナルコンピュータがこの世に登場していなかった時代に、すでにゲームソフトはつくられ、遊ばれていた。
1952年にケンブリッジ大学の大学院生だったアレキサンダー・サンディ・ダグラスがEDSAC用に『OXO』という三目並べのゲームソフトを作成した。
1961年にはマサチューセッツ工科大学の学生のマーティン・グレーツ（Martin Graetz）とアラン・コトックがメインフレームのPDP-1で動く『スペースウォー!』というシューティング・ゲームのソフトを開発した。
1975〜1976年ごろにはアメリカのプログラマでケイビング愛好家のウィル・クラウザーが『アドベンチャー』という、テキストベースのつまり文章で行う、冒険ゲームを開発し、1977年にはドン・ウッズがそれを拡張した。
- PDP-1のモニタ装置と、そのスクリーン上で作動する『スペースウォー!』
- 『スペースウォー!』の画面
- クラウザーによる『アドベンチャー』の画面

### 黎明期のパーソナルコンピュータ用のゲームソフト
1975年に「史上初の市販のパーソナルコンピュータ」とされるAltair 8800が登場し、1970年代後半に次々とパーソナルコンピュータの新しい機種が登場してくるとゲームソフトの数も急激に増えてゆくことになった。
一例を挙げると、1976年にはウォズニアックとスティーブ・ジョブズがApple Iを、翌1977年にはApple IIを発売し、そのApple II用に次々とゲームソフトが制作されてゆくことになり、最初はApple IIの開発者のウォズニアックが書いたBreak Outつまりブロックくずしなど数本だけであったが、その後はさまざまな組織が制作・発売することになり、1978年には17本前後、1979年には21本前後、1980年には25本前後といった調子で制作されていった（→List of Apple II gamesを参照）。
また、1977年にはコモドール社がCommodore PETというパーソナルコンピュータを発売し、そのPET用にも多くのゲームソフトが制作されていった（→List of Commodore PET gamesを参照）。Apple IIやPET用のゲームソフトの供給の形としては、カセットテープ（オーディオ用のカセットテープをデータ記録用に用いたもの）、フロッピーディスク、雑誌の誌面の文字などであった。
また1976年に日本でNECから発売されたTK-80という8080互換CPUのトレーニング用ボードでも、表示装置は8桁の7セグメントLEDしかなかったにもかかわらず、当時のコンピュータ・マニア（マイコン愛好家）たちはそんな表示装置だけでも遊べるゲームソフトをさっそく16進数の機械語で書き始めた。さらに1977年11月にTK-80BSという拡張キットが発売されテレビ画面に表示ができるようになると、マニアたちは文字キャラクタ（文字フォント）を画面に表示することで簡素な図を表現して遊べるゲームを次々と制作、まもなくドットつまり画面上の黒くて小さな点単位で表示を制御してゲームを制作することも行い始め、1978年に世の中でスペースインベーダーが流行り始めるとマニアたちはまもなくそれの動作原理も解析し、機械語+BASICなどでプログラムを書きTK-80BSに移植した。
1978年にはシャープからMZ-80Kが発売され、同機用のゲームをマニアたちや企業などが制作した。
この時期の媒体として代表的なものにはカセットテープがあったが、記録媒体が高価なことや、簡単なゲームならソースコードもそれほど長くないこともあり、書籍などの紙も多用されていた。一例として1976年には『I/O』というマイコン雑誌が創刊されたが、そこにコンピュータゲームのプログラムがBASICや16進数の機械語で紙面に印刷され、マニアたちがそれを、1文字1文字、手で入力して遊んでいた。1982年5月には日本ソフトバンク社（現：ソフトバンクグループ）からゲームソフトのソースプログラムも掲載した雑誌『Oh!MZ』が創刊（6月号）となった。 
その後、パソコンゲームでは光ディスクの普及までフロッピーディスクでの流通が主流となる。
- Apple II用ゲームソフト、Mystery House（1980年、Siera社より発売。1987年に権利者がパブリックドメインへと移行させた）。コマンド入力させ、行動を選択させる。
- Mystery Houseの室内
- Apple II用ゲームソフト、『プリンス・オブ・ペルシャ』（1989年、ブローダーバンド社より発売、Jordan Mechner制作）

### 黎明期のゲーム機用のゲームソフト
一方で1977年にAtari社から「Video Computer System」の名でゲーム機が発売され、ロムカートリッジの形（ROM、Read only memoryが入ったカートリッジ）でゲームソフトが販売された。1977年に『Indy 500』など9本、1978年に18本といった調子で数が増えていった（→List of Atari 2600 gamesを参照）。
1983年には任天堂から（初期のゲーム専用機としては第3世代とも位置づけられる）ファミリーコンピュータが発売され（世界的にはNintendo Entertainment System（NES）の名で販売が展開され）、そのゲームソフトはやはりロムカセットの形（Atari社のロムカートリッジと呼び方は異なっているが、基本的には同じ原理のもの）で販売された。本体発売時に発表されたのは『ドンキーコング』『ドンキーコングJR.』『ポパイ』の3本だけだったが、その後、年々、爆発的に数が増えていった（→ファミリーコンピュータのゲームタイトル一覧およびList of Nintendo Entertainment System gamesを参照。日本語版と英語版では、それなりにリスト内容が異なっている）。
- Atari2600のゲーム画面

「ゲームソフト」と呼ばれていたにせよ、カートリッジ版のそれは、実は、純粋なソフトウェアではなく、かなりハードウェア的な要素も含んでいた。たとえばROMカートリッジ形態の場合、カードエッジコネクタでデータバス以外も接続し、ただのメモリ用のROMチップだけでなく、サウンド処理用LSI、ASIC、補助プロセッサなども内蔵されていた。ゲーム機本体をハードウェア的に補う役割も果たしていた。さらに、ファミコンやスーパーファミコンではプラットフォームの世代交代の直前の時期などには、ゲーム機本体よりも高性能なプロセッサが積まれることもあった。ものによっては、カートリッジ内に主処理を行うプロセッサ（メインプロセッサ）を搭載する製品もあった。
最初はコンピュータ用の一般的チップが使われることも多かったが、その後、簡単にソフトウェアをコピーされてしまうことを防止するために、さまざまな工夫をしてプロテクトをかけるということも多くなった。
初代ファミリーコンピュータ時代の「ゲームソフト」は、とても質素な紙箱、ゲームカートリッジと同じサイズか、せいぜい2倍程度のサイズの紙箱に入っていた。説明書も小さな紙切れのようなものであった。この時代はゲーム機にOSを搭載せず、ゲームデータとBIOS両方の役割をカセット内の基板に搭載させる傾向にあった。また、ゲームキューブまでのソフトの包装に紙が使用されているため、長期間販売するとパッケージが摩耗・劣化する問題もあった。
本来ソフトウェアは物理的な形を持たないが、ゲームコンソール用のゲームソフトに関しては、最初にロムカセットの時代があり、それにより「物」として販売するという慣習もできた。その結果として中古流通も盛んになった。現在でもフリマアプリやインターネットオークションなどで盛んに取引されている。
1980年代後半から1990年代にかけて、任天堂はディスクシステム・64DDやサテラビューなど新しい方法での流通を模索した。またブラザー工業はソフトベンダーTAKERUを展開していた。これらは時代を先取りする面もあったが定着しなかった。

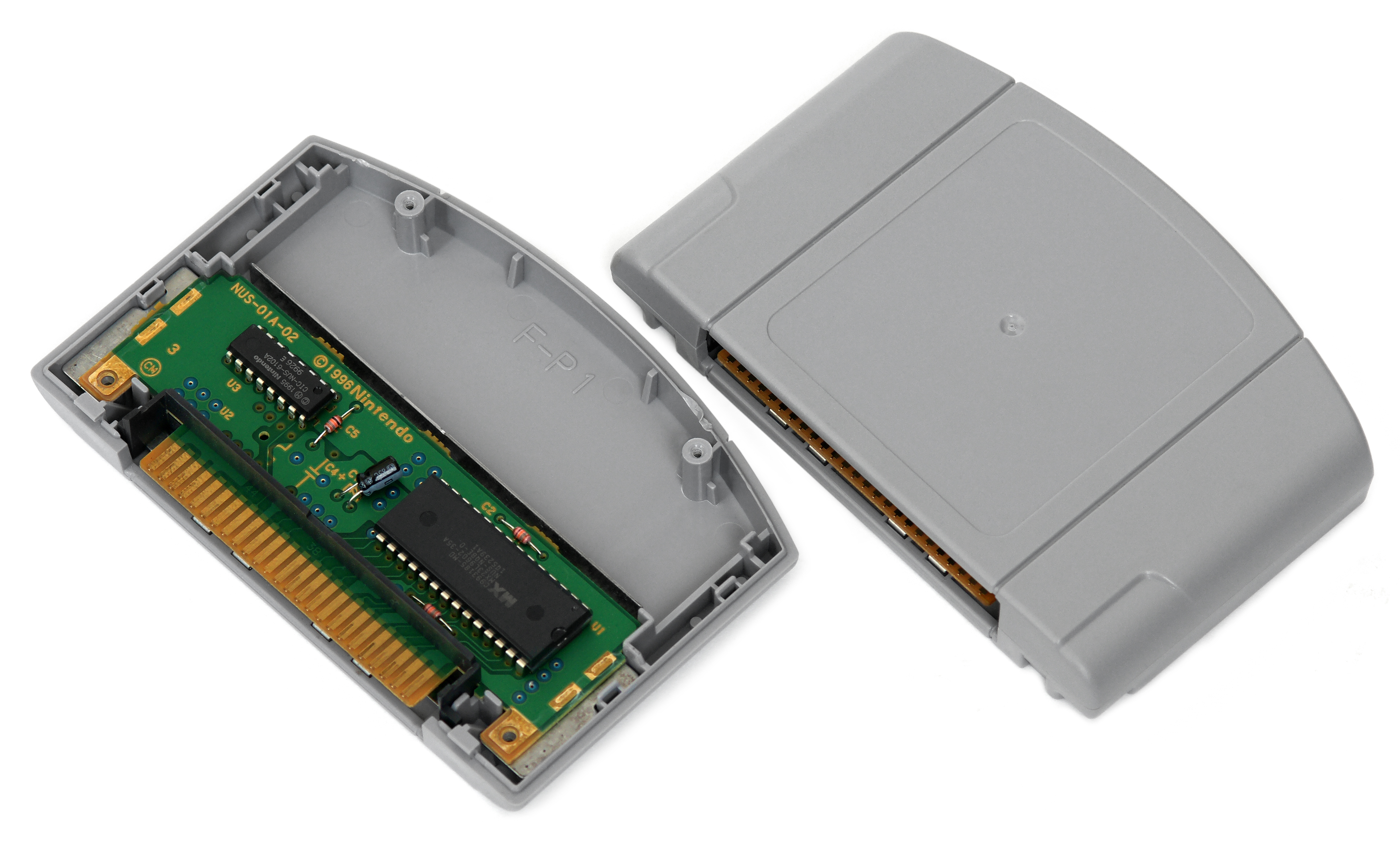
ロムカセットの内部（NINTENDO 64用）

### 光ディスク

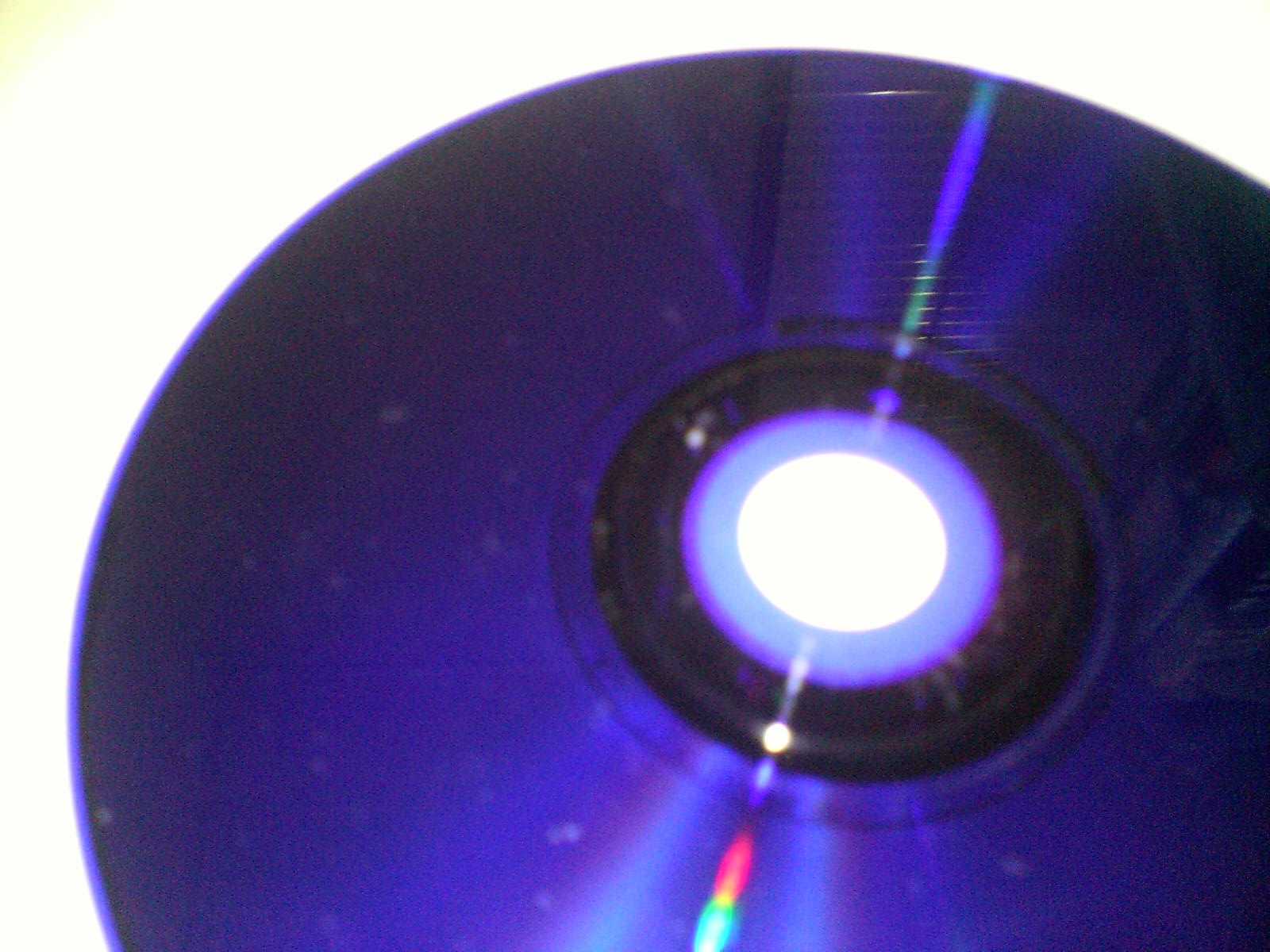
光学ディスクによるゲームソフトの供給（プレイステーション2用CD-ROM）

その後、ゲーム機ではNECのCD-ROM2、家庭用パソコンでは富士通のFM-TOWNSから、CD-ROMに記録された形で販売されるようになり、CD-ROMケースに入れた状態で（音楽CDの歌詞冊子と同じサイズの）取扱説明書が付属して販売されるようになった。CD-ROMで供給されたゲーム機は極めて多く、国内ハードでもCD-ROM2、SUPER CD-ROM2、アーケードカード専用CD-ROM2ソフト、PC-FX、メガCD、3DO、プレイディア、ネオジオCD、ピピンアットマーク、セガサターン、PlayStation、PlayStation 2が存在。CD-ROMをWindows用のインストールディスクとして扱われる傾向も増えた。
その後次第に、光ディスクの大容量化が行われ、DVD-ROMが登場する。パソコンゲームでは普及したものの、DVD-ROMを正式に採用したゲーム機はPlayStation 2、Xbox、Xbox 360のみである。2006年でBlu-ray Discの規格が裁定された際、PlayStation 3（および、PlayStation 4）が採用し、2013年でXbox Oneもディスクの書き込み規格に特殊なプロテクトを搭載して採用された。2020年でPlayStation 5のソフトはUltra HD Blu-rayで販売されるようになった。一方パソコンではBlu-rayドライブが普及せず、ダウンロードに移行していった。
ゲーム特有の現象では無いが、本やCD、レコードなどと同様に熱中するゲームプレーヤーの本棚やクローゼットには、ゲームソフトのパッケージが並ぶことになり、ディスク化したことでソフトパッケージ本体のサイズも薄くなっている。ただし、Nintendo Switchは独自規格のカセットを採用したことで、ディスクパッケージよりもサイズを薄くしている。

### ダウンロード
高速回線の普及に伴い、インターネット経由のデジタル配信による販売が盛んとなった（ダウンロード販売またはオンラインソフトウェアとも）。
まずインターネットと身近なパソコンゲームで普及が始まった。パソコンゲームも従来はパソコンショップなどでのパッケージ販売が主流であったが、ブロードバンド接続とネット決済が一般化するようになった2000年代からゆっくりとダウンロード販売の利用が活発化、次第に主流となっていった。特にフリーゲームなどのインディーズゲームは早々とダウンロード方式が主流になった。
2015年時点のシンポジウムでは、カドカワ株式会社取締役の浜村弘一ファミ通グループ代表は、パソコンゲームはダウンロード販売が非常に浸透しており、パソコンゲームのダウンロード収益（売上）の半分はSteamが占めていて、アクティブユーザー数が1億人を超えるプラットフォームになっている、と指摘した。
家庭用ゲーム機でもPlayStation Network（PSN）などインターネット接続を使ったダウンロード販売が登場するようになった。この形態の場合、中古で流通することはないので、開発会社や販売会社としては、いわゆる「とりはぐれ」のない形で収益を見込めるというメリットがある。なおPSNなどでもゲームソフトが無料で公開されている場合もある。新作が発表された時などには、旧バージョンをあえて一定期間無料で公開し、新作の需要喚起を行う、という販売手法もとられる。

### スマホ、タブレット用ゲームアプリ
2010年代に入るとスマートフォン（スマートデバイス）が普及し、スマホ用のゲーム・アプリという形のゲームソフトのダウンロード数が非常に伸びていき、Android向けのGoogle Playや、iPhone向けのApp Storeでのゲーム供給が非常に活発化。各社はかなりの広告費を投入し、スマホ向けゲームソフトのCMが突出して多く流されるような状況になっていった。
スマートフォン向けゲームは基本的にダウンロードが唯一の手段となっている。ダウンロード数ではパソコン用・家庭用ゲームコンソール用のゲームソフトの販売数も超え、ゲームソフトの世界ではダウンロード数で、「スマートフォン向けゲーム」が頂点に躍り出た。また、ゲームソフトのリージョンがなく、アカウントの地域設定を切り替えることで本来日本で販売されていないアプリケーションもダウンロードできる。

## 記録媒体
- 半導体メモリ
  - ロムカセット（ファミリーコンピュータ、メガドライブ、ゲームボーイ、ネオジオ、ゲームギア、ゲームボーイカラー、ネオジオポケットカラー、ゲームボーイアドバンス）
  - ICカード
    - マイカード（SG-1000、SG-1000II、セガ・マークIII、セガ・マスターシステム）
    - BEE CARD（MSX）
    - HuCARD（PCエンジン）

  - フラッシュメモリ（ニンテンドー3DS、PlayStation Vita、Nintendo Switch）
  - インターネットよりダウンロード（デジタル配信）
    - メモリースティックDuo（PlayStation Portable）
    - USBフラッシュドライブ（パソコンゲーム、Xbox 360、PlayStation 3、Wii U）
    - USB 3.0以上のUSBフラッシュドライブ（PlayStation 4、Xbox One）
    - SDカード（Wii、ニンテンドーDS、ニンテンドー3DS、ニンテンドーゲームキューブの一部周辺機器、ゲームボーイアドバンスの一部周辺機器、Nintendo Switch、PlayStation 3のCECHAモデル）
    - 本体メモリー（メモリーの種類は問わない。iPod touch、iPad、Nintendo Switch、ニンテンドー3DSなど）
    - 専用メモリーカード（PlayStation Vita）
    - 内蔵SSD（PlayStation 4、Xbox Series X/S、PlayStation 5）
- 磁気ディスク
  - フロッピーディスク（パソコンゲーム）
  - クイックディスク（ファミリーコンピュータ ディスクシステム）
  - インターネットよりダウンロード（デジタル配信）
    - HDD（パソコンゲーム、PSX、Xbox、Xbox 360、PlayStation 3、Wii U、PlayStation 4、Xbox One）
- 光ディスク
  - CD-ROM（パソコンゲーム、CD-ROM2、SUPER CD-ROM2、メガCD、3DO、セガサターン、PlayStation）
  - LD-ROM（レーザーアクティブ）
  - GD-ROM（ドリームキャスト）
  - DVD-ROM（パソコンゲーム、PlayStation 2、Xbox、Xbox 360）
  - 独自規格ディスク（ニンテンドーゲームキューブ、Wii、Wii U）
  - UMD（PlayStation Portable）
  - BD-ROM（PlayStation 3、PlayStation 4、Xbox One、Xbox Series X、スマートデリバリー対応Xbox One/Series X）
  - UHD BD（PlayStation 5 スタンダードモデル）

## その他

### キラーソフト
ゲームコンソールのメーカー自身によって意図的に「キラーソフト」として開発されたソフト、つまりそれがあるから他のコンソールではなくそのコンソールを購入しようと消費者に思わせるような魅力あるソフトウェアは、他の機種には移植されない。他社のコンソールに移植してしまっては、そのコンソールの売り上げを支えるキラーソフトではなくなってしまうからである。たとえばPlayStationシリーズの『グランツーリスモ』シリーズはそういう役割を担てきた。一方、後発となったマイクロソフトはXboxというコンソールのためにキラーソフトとして『Forza』シリーズを用意してそれに対抗した。

### 移植
特にコンソールの売上をささえるための「キラーソフト」というわけではない、第三者的なソフト開発会社から開発・販売されるゲームソフトは、最初は1種類のゲームコンソールを想定して開発されたとしても、評判が良ければ、しばしば複数のゲーム機に移植される。複数のプラットフォームで売れば、ゲームソフトの売上の総額は増えるからである。

### ゲーム機の互換性
ゲームコンソールは下位互換機能を持つように開発されることも多い。たとえばPS2ゲームの中にはPS3コンソールでもプレイできるものもかなりある。Xboxシリーズでも同様にプレイできるソフトがある。ただし、原則的には動作すると謳っていても、実際には上位機種では完全には動かないソフトも多い。ソフトウェア開発会社があまり標準的でない方式、たとえば（旧）コンソールのハードの一部の機能を特殊なやりかたで利用する方法などをソフトウェア上で採用していたりすると、動作しない場合がある。
- PlayStation 3（全モデル）、PlayStation 2、PlayStation Vita、PlayStation Portable（ダウンロード版含む）→PlayStation
- PlayStation 3（最初期型）→PlayStation 2
- PlayStation 5→PlayStation 4 Pro Enhanced、PlayStation 4 Enhanced
- ゲームボーイアドバンス→ゲームボーイ（ゲームボーイカラー）
- ニンテンドーDS（初代、Lite）→ゲームボーイアドバンス
- ニンテンドー3DS→ニンテンドーDS
- Wii→ニンテンドー ゲームキューブ
- Wii U→Wii
- Xbox Series X/S→Xbox One X Enhanced、Xbox One（Kinect専用ソフトを除く）、Xbox 360（一部）、Xbox（一部）
- Xbox 360→Xbox（一部）
- PlayStation Vita（PlayStation Vita TV / PlayStation TV）→PlayStation Portable（一部。非改造時）
- MSXturboR→MSX2+、MSX2、MSX
- PCエンジンアーケードカードPRO→SUPER CD-ROM2、CD-ROM2、HuCARD
- PCエンジンアーケードカードDUO→CD-ROM2、HuCARD
- SG-1000→オセロマルチビジョン
- SG-1000II→SC-3000、SG-1000
- セガ・マークIII→SC-3000、SG-1000
- メガドライブ（初代モデル）→セガ・マークIII（一部。アダプター経由）